# 7559 Kirstinemeyer
A 7559 Kirstinemeyer (ideiglenes jelöléssel 1985 VF) a Naprendszer kisbolygóövében található aszteroida. Poul Jensen fedezte fel 1985. november 14-én.